# Los Alamos National Laboratory

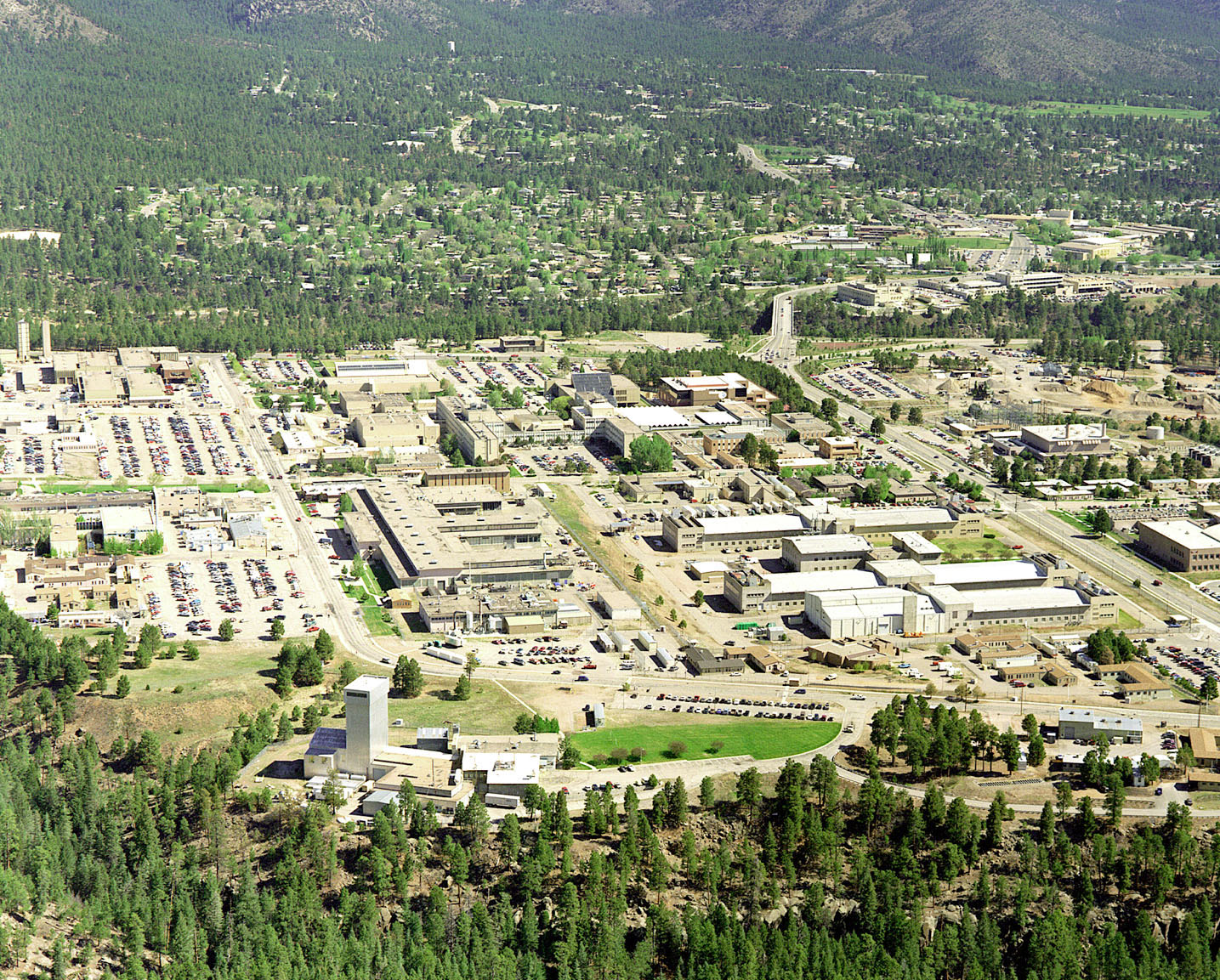
Översiktsbild av LANL och Los Alamos från luften. I förgrunden syns Los Alamos National Laboratory och bortom bron, som går över en djup canyon, finns själva staden. De centrala delarna av Los Alamos ligger till höger utanför bilden, ute på en mesa.

Los Alamos National Laboratory (LANL) och är ett amerikanskt statligt forskningscentrum i Los Alamos, New Mexico. Det drivs av University of California på uppdrag av National Nuclear Security Administration, som är en del av USA:s energidepartement. Forskningscentret grundades 1943 för att genomföra Manhattanprojektet, byggandet av atombomben.
Det bedriver fortfarande vapen- och försvarsforskning, men en betydande del av forskningen är numera civilt orienterad. Los Alamos är ett av de två forskningsinstitut i USA som sysslar med hemlig kärnvapenforskning; det andra är Lawrence Livermore National Laboratory.

## Bemärkta forskare som arbetat i Los Alamos National Laboratory
- Hans Bethe
- Enrico Fermi
- Richard Feynman
- Robert Oppenheimer
- Stanislaw Ulam